# Grace Paley
Grace Paley (ur. 11 grudnia 1922 w Nowym Jorku, zm. 22 sierpnia 2007 w Thetford w stanie Vermont) – amerykańska pisarka, poetka i działaczka pacyfistyczna związana z organizacjami American Friends Service Committee i War Resisters League
Urodziła się na Bronksie w rodzinie żydowskich emigrantów z Rosji. Miała dwoje rodzeństwa. Pisarstwem zajęła się w latach 50. XX wieku, tworząc głównie opowiadania i wiersze. W Polsce ukazał się jej zbiór opowiadań Gdzie indziej (The Little Disturbances of Man). 
Była zaangażowana w działalność antywojenną, potępiała interwencję wojsk amerykańskich w Wietnamie, oraz militaryzację USA i rozwój broni atomowej.